# La Bénisson-Dieu
La Bénisson-Dieu è un comune francese di 450 abitanti situato nel dipartimento della Loira della regione dell'Alvernia-Rodano-Alpi.

## Società

### Evoluzione demografica
Abitanti censiti